# Feudatari di Caccavone
Di seguito è riportato l'elenco delle successioni per la feudalità di Caccavone in ordine cronologico:
- Il Conte Randisio o Randoisio, figlio del Conte Berardo, a cui doverono precedere altri signori, nel ducato Beneventano;
- Il Conte Ugone (forse del casato Molisio) figlio di un Attio o Azzo, fino al 1160;[1]
- Raul de Petra dal 1160 ca.;[1]
- Paolo de Giga;
- Stefano de Anglone (Agnone);
- Rolando Gisulfo;
- Tomaso de Trogisio (Troise);
- Carlo Carrafa;
- Adriano Carrafa;
- Bartolomeo Carrafa;
- Nicola Carrafa;
- Adriano Carrafa;
- Carlo Carrafa;
- Bartolomeo Carrafa;
- Bartolomeo Carrafa, nipote dell'antecedente, nato da Adriano suo figlio;
- Salvitto de Carfaneis (Carfagna);
- Alfonso de Raho;
- Ferrante de Raho;
- Gio: Battista de Raho;
- Gio: Tomaso Marchesano;
- Barone Donato Giov: Marchesano;
- Santo de Santis;
- Francesco de Santis;
- Giuseppe de Santis;
- Francesco e Vincenzo de Santis;
- Vincenzo Petra (Duca di Vastogirardi);
- Carlo Petra;[1]
- Nicola Petra dal 1723;[1]
- Giuseppe Maria Petra;
- Vincenzo Petra;
- Carlo Petra (ultimo feudatario) dal 1806.[1]